# 科爾布魯克 (康乃狄克州)
科爾布魯克（英語：Colebrook）是一個位於美國康乃狄克州利奇菲爾德縣的城鎮。

## 地理
科爾布魯克的座標為42°00′05″N 73°05′04″W / 42.00139°N 73.08444°W，而該地的平均海拔高度為293米（即961英尺）。

## 人口
根據2010年美國人口普查的數據，科爾布魯克的面積為85.20平方千米，當中陸地面積為81.50平方千米，而水域面積為3.70平方千米。當地共有人口1,540人，而人口密度為每平方千米18人。